# ملیسا مارتینز
ملیسا مارتینز، (نام کامل: ملیسا ماریا مارگاریتا مارتینز رومرو؛ زاده ۱۴ نوامبر ۱۹۷۹، در بارانکیا)، یک هنرپیشه و مهماندار آمریکایی متولد کلمبیا است.
او در بارانکیا، کلمبیا، دختر نلی رومرو سوسا، روزنامه‌نگار، بازیگر و شخصیت رادیویی، و همچنین گیلرمو مارتینز ناوارو، روزنامه‌نگار و شخصیت رادیویی به دنیا آمد. او علاقه خود را به صنعت هنری در ۸ سالگی آغاز کرد، زمانی که مادرش او را برای شرکت در صحنه برنامه تلویزیونی کمدی که در شهر بارانکیلا به نام «کوه سینته» بازی می‌کرد، برد.

## فیلم‌شناسی
| سال  | عنوان                                                  | نقش                           |
| ---- | ------------------------------------------------------ | ----------------------------- |
| ۲۰۰۷ | بوئنا فورتونا                                          | خودش به عنوان مجری/مدل/رقصنده |
| ۲۰۰۸ | تاج زیر پایش                                           | نقش مکمل                      |
| ۲۰۰۹ | زندگی در مقابل مرگ                                     | شیطان (نقش اصلی)              |
| ۲۰۰۹ | زندگی خوب                                              | ماریا (نقش مکمل)              |
| ۲۰۰۹ | اعلامیه ۲۲                                             | خودش / میزبان مشترک           |
| ۲۰۱۱ | ویدیو لو دودو برای کریستین کاسترو خواننده معروف مکزیکی | خودش                          |
| ۲۰۱۲ | Astroloko                                              | خودش / میزبان مشترک           |
| ۲۰۱۲ | El Pelado de la Noche                                  | خودش / بازیگران اصلی کمدی     |